# ألكساندرا كوردز
ألكساندرا كوردز (بالألمانية: Alexandra Cordes)‏ هي كاتِبة ألمانية، ولدت في 15 نوفمبر 1935 في بون في ألمانيا، وتوفيت في 27 أكتوبر 1986.